# Johann Christoph Weinschenk
Johann Christoph Weinschenk (auch Johannes Christoph Weinschenk, * 1722 in Magdeburg; † 1804) war ein deutscher Mediziner und Hofarzt des Königs von Preußen.

## Leben
Johann Christoph Weinschenk studierte an der Universität Halle Medizin und wurde bei Johann Juncker 1747 promoviert. Weinschenk wirkte anschließend ab 1748 als Arzt in Magdeburg und wurde später Hofarzt des Königs von Preußen und Assessor des königlichen ärztlichen Kollegiums zu Magdeburg. Er führte den Titel Hofrat.
Am 6. Januar 1756 wurde Johann Christoph Weinschenk unter der Matrikel-Nr. 604 mit dem akademischen Beinamen Philetes III. als Mitglied in die Leopoldina aufgenommen.
Sein Sohn Johann Carl Friedrich Weinschenk (1764–1853) wurde ebenfalls Mediziner und übernahm nach seiner Approbation 1787 die Praxis seines Vaters.

## Schriften
- Dissertatio inauguralis medica De Vermibus dysenteriam et haemorrhoides mentientibus. Hilliger, Halae Magdeburgicae 1747 (Digitalisat)